# کالیفرنیای شرقی
کالیفرنیای شرقی (به انگلیسی: Eastern California) اصطلاحی است که به منطقهٔ شرقی کالیفرنیا، ایالات متحده می‌گویند. این اصطلاح می‌تواند به نوار شرقی ارتفاعات سیرا نوادا یا شرقی‌ترین شهرستان‌های کالیفرنیا برگردد.